# Makorani
Makorani är en ort i Komorerna.   Den ligger i distriktet Grande Comore, i den västra delen av landet, 20 km sydost om huvudstaden Moroni. Makorani ligger 120 meter över havet och antalet invånare är 137. Den ligger på ön Grande Comore.
Terrängen runt Makorani är kuperad åt sydost, men norrut är den bergig. Havet är nära Makorani söderut.  Närmaste större samhälle är Moroni, 20,0 km nordväst om Makorani. 